# Rumpler B.I
Il Rumpler B.I, designazione aziendale 4A, fu un aereo da ricognizione monomotore biplano sviluppato dall'azienda aeronautica tedesco imperiale Rumpler Flugzeugwerke GmbH negli anni dieci del XX secolo.
Tra i primi modelli, come tutti i velivoli di classe B-Typ, ad essere adottato dai reparti della Luftstreitkräfte, la componente aerea del Deutsches Heer (l'esercito imperiale tedesco), venne utilizzato nella prima parte della prima guerra mondiale, prestando inoltre servizio nei reparti aerei della k.u.k. Luftfahrtruppen (forza aerea dell'Impero austro-ungarico), dell'Impero ottomano, e, nella sua variante idrovolante, nelle marine militari dell'Impero tedesco, la Kaiserliche Marine, durante il conflitto e in quella della Danimarca, dopo il termine delle ostilità.

## Storia del progetto
Alle soglie del primo conflitto mondiale alcune delle forze armate europee decisero di saggiare le potenzialità offerte dagli aeromobili "più pesanti dell'aria" in ambito operativo, sostanzialmente come mezzi più versatili degli aerostati già utilizzati come postazione sopraelevata utile per valutare la situazione tattica negli opposti fronti durante una battaglia.
Nell'Impero tedesco il Deutsches Heer, dopo che aveva iniziato a testare questa risorsa tecnologica con alcuni modelli pionieristici ideati per un uso sportivo, decise di istituire un apposito ispettorato, l'Idflieg, con il compito di studiare l'evoluzione e l'impatto che l'arma aerea poteva fornire in ambito operativo. Quest'ultimo elaborò le specifiche per i primi velivoli destinati ad uso prettamente militare ideando delle classi per identificare facilmente, in base ad un sistema standardizzato, una particolare tipologia di aereo.
Cogliendo l'opportunità di uno sbocco sul mercato militare la Rumpler Flugzeugwerke, che fino ad allora aveva prodotto su licenza il monoplano Etrich Taube, decise di avviare lo sviluppo di un nuovo progetto che potesse soddisfare le caratteristiche del B-Typ elaborato dall'Idflieg, un monomotore biposto dalla velatura biplana.
L'ufficio tecnico della Rumpler progettò un velivolo dalla semplice impostazione tipica dei velivoli dell'epoca: cellula con struttura in legno ricoperta da tre strati di compensato e tela con equipaggio collocato in fusoliera in due abitacoli aperti posti in tandem, riutilizzando l'esperienza acquisita nella costruzione del Taube nella realizzazione dell'ala superiore, della quale manteneva le caratteristiche, nella pianta e nel sistema di gestione del volo basato sullo svergolamento alare.
Il prototipo, indicato dall'azienda come 4A, venne portato in volo per la prima volta il 5 giugno 1914 e, dopo aver stabilito un record mondiale volando per 18 h ed 11 min e aver ricevuto una commissione dall'Idflieg, avviato alla produzione in serie ed identificato come Rumpler B. Il modello poi verrà indicato dall'azienda con numerose sigle relative ad altrettanti sottotipi che si differenziavano tra loro per la motorizzazione adottata, seppure sempre motori dall'architettura a 6 cilindri in linea raffreddati a liquido, per modifiche alla velatura ed alla cellula e, infine, per l'adozione di una coppia di galleggianti al posto del carrello d'atterraggio.

## Impiego operativo
Il Rumpler B.I entrò in servizio con i reparti di ricognizione aerea della Luftstreitkräfte dal 1914, rimanendo operativo in prima linea durante la prima guerra mondiale fino alla sua progressiva sostituzione con i successivi modelli da ricognizione C-Typ dotati di armamento difensivo. 
Sul fronte italiano nel giugno 1915 erano ancora in linea un esemplare nella Flik 4 ed uno nella Flik 12.
Tuttavia i B.I, pur relegati a compiti di seconda linea, rimasero in servizio nelle scuole di volo nel ruolo di aereo da addestramento fino al termine del conflitto.
Alla cessazione delle ostilità, in ottemperanza a quanto imposto dal Trattato di Versailles del 1919, la quasi totalità dei velivoli in dotazione alle aviazioni militari tedesca ed austro-ungarica vennero distrutti o ceduti come risarcimento alle nazioni vincitrici. Alcuni esemplari di Rumpler B.I ancora in condizioni di volo furono tra i modelli ceduti alla Danimarca.

## Varianti
- 4A - versione "terrestre" equipaggiata con motore Mercedes D.I da 100 PS nominali, designazione Idflieg B.I[1]
  - 4A13 - B.I dotato di timone bilanciato con forma "a virgola".[5]
  - 4A14 - versione equipaggiata con motore Benz Bz.III da 150 PS.[6]
- 4B - versione idrovolante a scarponi
  - 4B1 - versione idro equipaggiata con motore Mercedes D.I.[7]
  - 4B2 - versione idro equipaggiata con motore Benz Bz.III.[7]
  - 4B11 - versione idro equipaggiata con motore Benz Bz.I.[6]
  - 4B12 - versione idro equipaggiata con motore Benz Bz.III.[6]

## Utilizzatori
Austria-Ungheria
- k.u.k. Luftfahrtruppen

 Danimarca
- Hærens Flyvertropper (dopoguerra)

 Germania
- Luftstreitkräfte
- Kaiserliche Marine

 Impero ottomano
- Osmanlı tayyare bölükleri